# 楼天城
楼天城（1986年—），网名ACRush，人称楼教主，浙江杭州人，生于山东济南，小马智行联合创始人兼首席技术官。
2004年，从杭州第十四中学保送进入清华大学，同年9月，获得国际信息学奥林匹克竞赛金牌。2008年，开始在清华大学交叉信息学院攻读博士学位。2012年，博士毕业，10月，加入谷歌公司，负责社交网络相关的内容。2015年，加入谷歌无人车团队。2016年1月，加入问答网站Quora。2016年4月22日，吴恩达在脸谱上透露楼天成加入百度美国无人车团队，成为百度最年轻的T10级工程师。2016年12月，离职百度，与彭军联合创办自动驾驶公司小马智行。